# اريك مان
اريك مان (بالإنجليزية: Eric Mann)‏ هو كاتب أمريكي، ولد في 4 ديسمبر 1942 في بروكلين في الولايات المتحدة.